# Блесовце
Блесовце (словац. Blesovce) — село, громада округу Топольчани, Нітранський край. Кадастрова площа громади — 5.08 км².
Населення 339 осіб (станом на 31 грудня 2019 року).

## Історія
Блесовце згадується 1262 року.

## Населення
| Рік:            | 1994. | 2004.   | 2014.    | 2024.   |
| --------------- | ----- | ------- | -------- | ------- |
| Кількість осіб: | 377   | 396     | 345      | 330     |
| Різниця:        |       | +5,03 % | -12,87 % | -4,34 % |

| Рік:            | 2023. | 2024.   |
| --------------- | ----- | ------- |
| Кількість осіб: | 335   | 330     |
| Різниця:        |       | -1,49 % |